# Castraz
Castraz település Spanyolországban, Salamanca tartományban. Castraz Martín de Yeltes, Aldehuela de Yeltes, Alba de Yeltes és Sancti-Spíritus községekkel határos. Lakosainak száma 34 fő (2024).

## Népesség
A település népessége az elmúlt években az alábbi módon változott:
| Lakosok száma | 56   | 58   | 59   | 58   | 49   | 40   | 40   | 44   | 36   | 34   |
|               | 2001 | 2004 | 2007 | 2009 | 2012 | 2014 | 2017 | 2019 | 2022 | 2024 |